# Jun Tazaki
Jun Tazaki (19 agosto 1910 – Tokyo, 18 ottobre 1985) è stato un attore giapponese.
Durante la sua carriera di attore ha partecipato ad oltre 123 film.

## Filmografia parziale
- La porta dell'inferno (1953)
- I sette samurai (1954)
- Gorath (1962)
- Il trionfo di King Kong (1962)
- Atragon (1963)
- Duello di aquile (1963)
- Watang! Nel favoloso impero dei mostri (1964)
- Dogora - Il mostro della grande palude (1964)
- La ritirata di Kiska (1965)
- Frankenstein alla conquista della Terra (1965)
- L'invasione degli astromostri (1965)
- Kong, uragano sulla metropoli (1966)
- Il ritorno di Godzilla  (1966)
- Gli eredi di King Kong (1968)
- La battaglia di Port Arthur (1969)
- Ran (1985)